# الكتاب والأخوة (رواية)
الكتاب والأخوة (بالإنجليزية: The Book and the Brotherhood)‏ هي رواية للكاتبة البريطانية آيريس مردوك، نشرت عام 1987، لأول مرة عن دار نشر تشاتو آند ويندوس.